# Джеймс (река)
Джеймс (англ. James River) — река в Виргинии, США. Названа британскими колонистами рекой Джеймса в честь короля Англии и Шотландии, имя которого в русской традиции передается как Яков.
Длина — 560 км, площадь водосборного бассейна — 57 020 км². Река образуется слиянием рек Каупасчер и Джексон в горах Аллеганы недалеко от границы с Западной Виргинией, после чего протекает в восточном и юго-восточном направлении, впадая в Чесапикский залив Атлантического океана. Питание снегово-дождевое, сильные паводки. Наиболее удалённый исток бассейна — исток реки Джексон, находящийся в 715 км от устья.
Река судоходна от устья до Ричмонда (240 км).

## Притоки
- Аппоматтокс
- англ. Chickahominy River
- англ. Warwick River
- англ. Pagan River
- Нансемонд
- англ. Looney Creek
- англ. Cowpasture River
- англ. Jackson River
- англ. Craig Creek
- англ. Catawba Creek